# 평양 대성산성
대성산성(大城山城)은 평양 대성구역 대성산(大城山)에 있는 장수왕 때의 고구려의 도읍지이다. 조선민주주의인민공화국의 국보 제8호로 지정되었다.
이 산성은 5세기 초에 왕궁인 안학궁을 방어하기 위해 대동강 북쪽에 쌓은 산성으로, 둘레 7,076m, 성벽 총길이 9,284m, 면적은 2.723km2이다. 고구려의 산성 중에서 가장 규모가 크다.
고구려는 427년(장수왕 15년)에 국내성에서 이 곳으로 도읍을 옮겼고, 586년(평원왕 28년)에 장안성으로 천도하였다.
주작봉과 소문봉 사이 남문이 있는 골 안에서는 2중으로, 주작봉과 국사봉 사이 골 안에서는 3중으로 겹성을 쌓았다. 안학궁과는 750m 정도 떨어져 있어서 유사시에는 왕이 산성으로 피난할 수도 있었다. 성 내에는 170여 개의 연못이 있어 물을 이용하였다.

## 동천호
청야수성 작전을 펼치면 사람들도 성밖으로 나가지 못하기 때문에 산성 안에는 샘이나 못, 호수가 꼭 있었다. 대성산성에는 바로 동천호라는 호수가 있었기에 이곳 물을 식수 등으로 사용하였다.

## 같이 보기
- 안학궁